# Standard Comics
Standard Comics era una casa editrice di fumetti dell'editore statunitense Ned Pines, che pubblicava anche Pulp magazine (sotto una varietà di nomi di società che usava anche per i fumetti) e libri in formato tascabile (sotto il nome di Popular Library). Standard a sua volta era la società madre di due linee di fumetti: Better Publications e Nedor Publishing (in inglese ˈniːdɔːr). Collezionisti e storici a volte si riferiscono a loro collettivamente come Standard/Better/Nedor.

## Storia
In attività dal 1939 al 1956, Standard fu un editore prolifico durante l'età d'oro dei fumetti. Il suo personaggio più noto, inizialmente pubblicato sotto l'etichetta Better, è Black Terror. Nel giugno 1949, i marchi Better Publications e Nedor Publishing si fusero nella linea Standard Comics, con un logo di copertina a forma di bandiera "Standard Comics". I titoli in precedenza non avevano il logo dell'editore. Nel 1956, Standard terminò e continuarono solo tre titoli, pubblicati da Pines Comics. Quest'ultima impresa incorporava anche diversi titoli della defunta St. John Publications. La maggior parte dei titoli andò ad altri editori dopo che la società si sciolse nel 1959.
Dagli anni Ottanta, i personaggi Standard/Better/Nedor sono stati ripresi da altre case editrici. L'editore Bill Black ne usò molti nella sua etichetta degli anni Ottanta Americomics (in seguito abbreviata in AC Comics). Molte delle eroine fanno parte della squadra di supereroi della AC Comics, Femforce. Negli anni 2000, i personaggi Standard/Better/Nedor sono apparsi nella serie Tom Strong dello scrittore Alan Moore e nel suo spin-off Terra Obscura. La Marvel Comics ha utilizzato i nomi American Eagle, Grim Reaper e Wonder Man per i suoi diversi personaggi.
La miniserie a fumetti in otto numeri Project Superpowers nn. 0–7 (gennaio–ottobre 2008), pubblicata da Dynamite Entertainment, ha resuscitato un certo numero di supereroi della Golden Age, compresi quelli originariamente pubblicati da Fox Feature Syndicate, Crestwood Publications, e Standard/Better/Nedor, molti dei quali si presume siano di pubblico dominio ma potrebbero non esserlo.

## Titoli

### Supereroi
- American Crusader
- American Eagle
- Black Terror
- Captain Future (da non confondere con The pulp hero)
- Cavalier
- Doc Strange (Tom Strange)
- Fighting Yank
- Four Comrades
- Ghost (conosciuto anche come Green Ghost)
- Grim Reaper
- Judy of the Jungle
- Kara the Jungle Princess
- Lance Lewis, Space Detective
- Liberator
- Lone Eagle
- Magnet
- Major Mars
- Mask (basato su The Black Bat)
- Masked Rider
- Mechano
- Miss Masque
- Mystico
- The Oracle
- Phantom Detective (basato su The pulp hero)
- Phantom Soldier
- Princess Pantha
- Pyroman
- Red Mask
- Rick Howard, Mystery Rider
- Scarab
- Silver Knight
- Spectro
- Supermouse[10]
- Thesson (Nedor Publishing)
- The Woman in Red
- Wonder Man